# Bupalus tiliaria
Bupalus tiliaria là một loài bướm đêm trong họ Geometridae.